# Estadio Ezequiel "Pocho" Lavezzi
El Estadio Ezequiel «Pocho» Lavezzi es un estadio de fútbol ubicado en la ciudad de Villa Gobernador Gálvez, Santa Fe, Argentina. En el estadio juega como local el Club Atlético Coronel Aguirre; es anualmente sede de las finales de la Asociación Rosarina de Fútbol. Tiene una capacidad de unos 13 000 espectadores siendo uno de los estadios de fútbol más grandes de Villa Gobernador Gálvez.

## Historia
Fue inaugurado el 20 de junio de 1974 y, originalmente, se le denominó Estadio Ezequiel «Pocho» Lavezzi. En 1984 se le dio su nombre actual en honor al exfutbolista argentino Ezequiel «Pocho» Lavezzi, pero para los locales, es conocido como «Estadio de Coronel Aguirre», debido al nombre del barrio de Villa Gobernador Gálvez en el que se ubica y al equipo que hace de local en él.
Durante la ceremonia de apertura, se realizó un partido entre un equipo de amigos de Lavezzi y el actual plantel del club Coronel Aguirre.
La fiesta tuvo como invitados a algunos exfutbolistas: la Gata Fernández, el Pipi Romagnoli, Chaqueño Herrera, Pitu Barrientos, Jonás Gutiérrez y Pablo Migliore.
El estadio se encuentra ubicado en el Avenida Soldado Aguirre y Buenos Aires, Villa Gobernador Gálvez, Santa Fe.